# 終の信託
『終の信託』（ついのしんたく）は、朔立木による2本の短編による小説集、およびその表題作、それを原作とする日本映画。単行本は当初、2005年6月22日に光文社より『命の終わりを決めるとき』というタイトルで刊行されたが、2012年の2度目の文庫化の際、改題された。
表題作は、重症患者から重篤になった場合の対応について意向を伝えられていた主人公の医師が、その状況だと判断して取った処置を、刑事事件としての立件をめざす検察官による取り調べを通じて描く。題材のモチーフとなったのは、川崎協同病院事件である。

## 書籍情報
- 『命の終わりを決めるとき』2005年6月22日、光文社、ISBN 978-4-334-92461-4
- 『命の終わりを決めるとき』2008年6月12日、光文社文庫、ISBN 978-4-334-74430-4
- 『終の信託』2012年6月12日、光文社文庫、ISBN 978-4-334-76419-7

## 収録作品
- 終の信託
- よっくんは今

## 映画
2012年10月27日公開。監督は周防正行、主演は草刈民代。「映画らしい映画を作りたかった」ということで、フィルムでの撮影にこだわったという。
草刈と役所広司の共演は、同じく周防監督作品で、草刈がバレリーナ時代に映画初出演を果たした『Shall we ダンス?』（1996年公開）以来16年ぶりとなる。10月24日に第25回東京国際映画祭でこの作品が特別招待作品として公式上映された際には監督を含め3人で舞台挨拶も行い、同時に今作が第36回山路ふみ子映画賞を受賞したことも発表された。
東宝系にて全国264スクリーンで公開され、10月27、28日2日間の動員は約5万人、興行収入約5800万円で、映画観客動員ランキングは初登場5位となった（興行通信社調べ）。公開33日時点で動員28万人、興行収入3億円を記録した。
第67回毎日映画コンクール・日本映画大賞を受賞。周防にとっては『シコふんじゃった。』（1992年）、『Shall we ダンス?』（1996年）、『それでもボクはやってない』（2007年）に続いてこの作品で4度目の受賞となり、2013年2月7日に川崎市川崎区のシネマコンプレックス「チネチッタ」で行われた授賞式には草刈と2人で出席した。
大沢たかおは今作で第22回日本映画批評家大賞助演男優賞を受賞した。
撮影の寺田緑郎は第56回三浦賞（新人賞）を受賞した。

### キャスト
- 折井綾乃（女医） - 草刈民代
- 江木秦三（患者） - 役所広司
- 杉田正一（検事の助手） - 細田よしひこ
- 江木雪子（江木の娘） ‐ 大村彩子
- 江木陽子（江木の妻） - 中村久美
- 高井則之（不倫相手） - 浅野忠信
- 塚原透（検事） - 大沢たかお

### スタッフ
- 監督・脚本：周防正行
- 原作：朔立木
- 製作：亀山千広
- 企画：小川泰、市川南、小形雄二
- プロデューサー：土屋健、稲葉直人、土本貴生、堀川慎太郎
- 音楽：周防義和
- 撮影：寺田緑郎
- 照明：長田達也
- 美術：磯田典宏
- 録音：郡弘道
- 編集：菊池純一
- 製作：フジテレビジョン、東宝、アルタミラピクチャーズ
- 製作プロダクション：アルタミラピクチャーズ
- 配給：東宝

### 楽曲
- エンディング曲：種ともこ「遠く、そして近く」
- 挿入曲：キリ・テ・カナワ「私のお父さん」